# 大分市立舞鶴小学校
大分市立舞鶴小学校（おおいたしりつ まいづるしょうがっこう）は、大分県大分市西浜にある公立小学校。

## 概要
- 大分市のほぼ中心部に位置し、多数の文教施設に囲まれている。
- 大分市立舞鶴幼稚園が併設されており、運動会や児童集会などに参加するなど幼少連携が行われている。

## 沿革
- 1972年（昭和47年）3月31日 - 校地決定（19667.8㎡）。津留小学校から分離。
- 1975年（昭和50年）9月1日 - 校舎建設起工式。
- 1976年（昭和51年）
  - 3月20日 - 校舎完成。
  - 4月1日 - 開校。
  - 5月20日 - 運動場開き。
  - 7月12日 - 校章決定。
  - 9月6日 - プール開き。
- 1977年（昭和52年）
  - 2月26日 - 第1回開校記念日。同日、体育館完成。
  - 3月9日 - 校歌制定。
  - 3月24日 - 第1回卒業証書授与式挙行。
  - 10月2日 - 校旗完成。
- 1978年（昭和53年）10月5日 - 防球ネット設置。
- 1979年（昭和54年）3月20日 - 岩石園完成。
- 1984年（昭和58年）
  - 2月2日 - 南校舎周辺舗装工事完了。
  - 3月 - 正門・西門補修工事完了。北校舎渡り廊下補修工事。給水タンク、非常階段塗装工事。
  - 8月 - 3連式山型雲梯設置。
- 1985年（昭和60年）4月9日 - 運動場真砂土入れ工事。
- 1986年（昭和61年）11月18日 - 南校舎屋上防水工事完了。
- 1988年（昭和63年）2月9日 - 体育館放送新設備設置。
- 1989年（平成元年）12月22日 - 運動場西側フェンス（7m高）設置。
- 1991年（平成3年）
  - 2月9日 - 総合遊具コンビネーションタワー設置。
  - 3月20日 - 校舎増築工事完了（8教室）。南校舎児童昇降口改装工事完了。
  - 3月22日 - 校舎周囲フェンス新規設置。
  - 8月2日 - 新築体育倉庫完成。
  - 8月31日 - 給食室ボイラー設置工事完了。
- 1992年（平成4年）
  - 3月23日 - 中庭樹木植え込み工事完了。
  - 3月30日 - プール付設更衣室完成。
  - 8月31日 - 南校舎外壁工事完了。同日、体育館渡り廊下全面改装工事完了。
- 1993年（平成5年）
  - 2月19日 - 体育館屋根全面改修工事完了。
  - 9月1日 - 北校舎外壁工事完了。
  - 12月6日 - 外壁改修工事開始。
- 1995年（平成7年）3月1日 - 校舎北側舗装工事。
- 1996年（平成8年）
  - 2月26日 - 開校20周年記念行事実施。
  - 8月31日 - 南校舎教室床面改修工事。同日、プール浄化装置改修工事。
- 1997年（平成9年）4月1日 - この日をもって、焼却炉の使用が全面禁止となる。
- 1998年（平成10年）
  - 4月1日 - 焼却炉閉鎖。
  - 9月15日 - 運動場大改修工事完了。
- 2000年（平成12年）2月1日 - コンピュータ室整備士工事完了。
- 2001年（平成13年）
  - 2月13日 - 校長室と職員室及び事務室にエアコン設置。
  - 8月29日 - 南校舎外壁改修工事完了。
  - 10月31日 - 南校舎2階男女トイレ改修工事完了。
- 2002年（平成14年）8月19日 - 図書室床面改修工事。
- 2003年（平成15年）
  - 1月15日 - シャワー室改修工事。
  - 8月12日 - 音楽室天井改修工事。
  - 8月26日 - 特別教室（音楽・理科・家庭科）増灯工事。
- 2006年（平成18年）
  - 2月21日 - 緊急警報システム設置。
  - 2月26日 -開校30周年記念式典挙行。
- 2007年（平成19年）
  - 2月7日 - コンピュータ機器新規設置。
  - 2月21日 - 南校舎1階洋式トイレ設置。
  - 5月11日 - 太鼓橋ロープ、ブランコ下がり8基交換。
  - 10月15日 - 南校舎屋上防水シート張り。
  - 11月17日 - ポンプ庫修繕工事。
- 2008年（平成20年）6月3日 - インターホン設置。
- 2009年（平成21年）
  - 1月13日 - 南校舎3階洋式トイレ設置。
  - 3月25日 - 南校舎1階東洋式トイレ設置。
  - 8月26日 - 図書館コンピュータ管理システム導入。
- 2012年（平成24年）
  - 3月25日 - 給食室南側防球フェンス設置。
  - 8月30日 - 体育館床面改修工事完了。
- 2013年（平成25年）
  - 2月13日 - 体育館ステージ緞帳・暗幕取替工事。
  - 11月14日 - 北校舎耐震工事完了。
- 2014年（平成26年）
  - 2月24日 - 体育館2階サッシ改修工事。
  - 7月16日 - 南校舎耐震工事開始。
- 2015年（平成27年）11月3日 - 開校40周年スマイルフェスタ開催。
- 2016年（平成28年）1月24日 - タイムカプセル（20年前）開封式。

## 通学区域
- 青葉町、西新地1丁目・2丁目、大津町1丁目～3丁目、大洲浜1丁目・2丁目、西浜、東浜1丁目・2丁目、今津留1丁目～3丁目、中津留2丁目[1]

## 周辺施設
- 大分県道22号大在大分港線
- 津留運動公園
  - 大分市営陸上競技場
  - 市営温水プール
- 大分県立大分舞鶴高等学校
- 大分県立大分商業高等学校
- 大津公園
- 聴覚障害者センター
- 大分川

## アクセス
- 鉄道:JR日豊本線牧駅から、徒歩約2km・約30分。
- バス:大分バス「C10」・「C11」・「C12」・「C13」・「C18」・「C30」・「C50」・「P3」の各系統で、「中央高校前」バス停下車。